# Vassarette
Vassarette är ett amerikanskt företag som tillverkar och saluför damunderkläder. Företaget grundades 1900 som Vassar-Swiss Underwear Company. Vassarette marknadsför underkjolar, underklänningar, behåar och strumpor. Sedan 2010 är Vassarette dotterbolag till Fruit of the Loom.

## Bilder

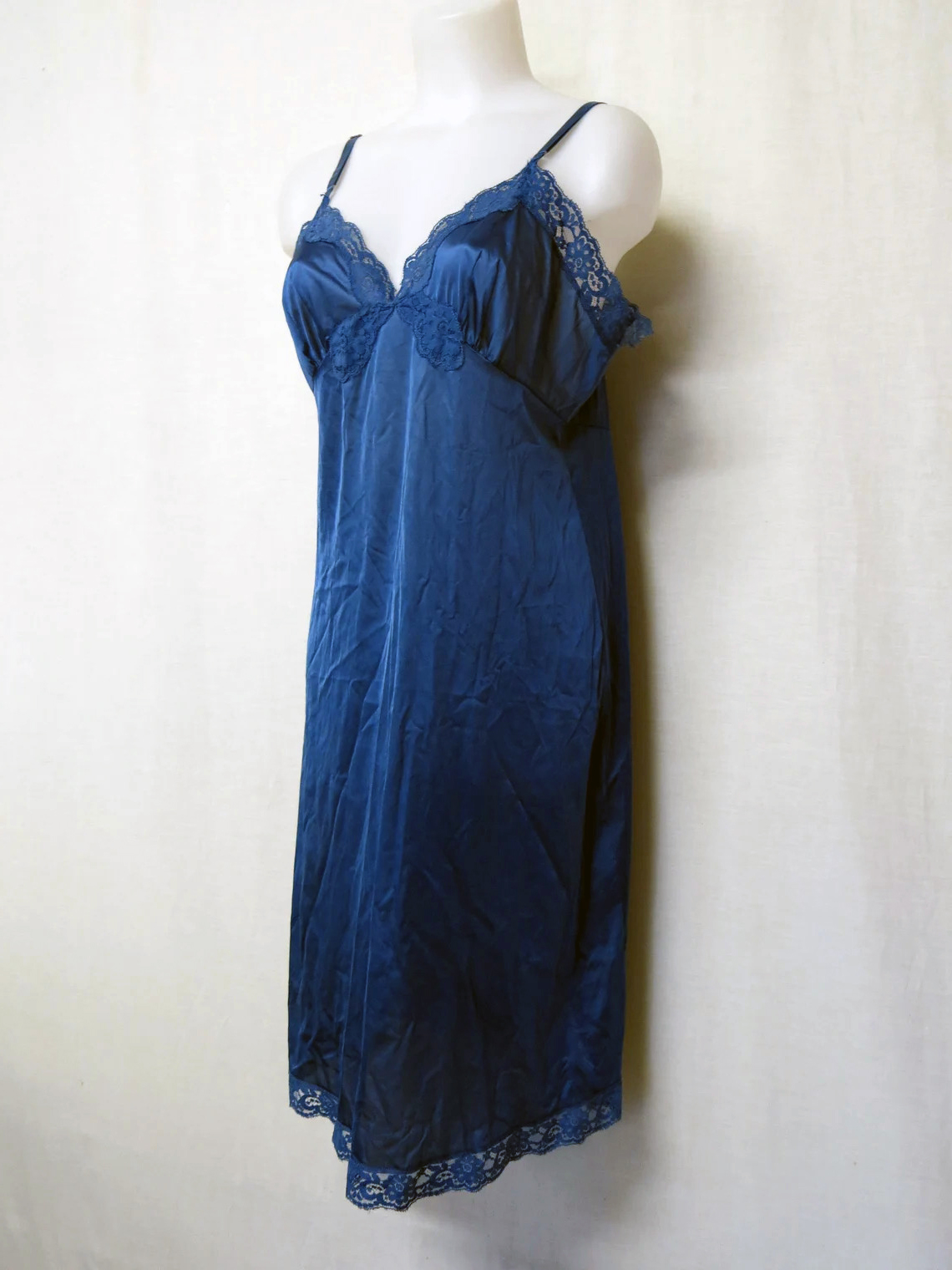
Blå underklänning från Vassarette.